# Messe I.X–VI.X
Messe I.X–VI.X ist das zehnte Studioalbum der norwegischen Band Ulver. Es erschien im August 2013 bei Jester Records und im September 2013 bei Kscope.

## Entstehung und Veröffentlichung
Im August 2012 kündigten Ulver an, dass sie vom Tromsø Kulturhus mit einem neuen Werk und seiner Aufführung mit dem 21-köpfigen Kammerorchester Tromsø beauftragt worden waren. Anstatt Daniel O’Sullivan arbeitete Ole Alexander Halstensgård mit der Band, außerdem war Martin Romberg als Arrangeur beteiligt. Die Uraufführung des noch unbetitelten Werks fand am 21. September 2012 statt. Die Proben dazu waren aufgezeichnet worden und sollten die Grundlage für Ulvers nächstes Studioalbum bilden. Der Titel Messe I.X–VI.X wurde im Dezember des Jahres bekannt gegeben. Beim Wave-Gotik-Treffen im Mai 2013 wurde Messe mit der STÜBAphilharmonie unter Leitung von Martin Lentz im Eventpalast aufgeführt.
Die Veröffentlichung über Jester Records im Vertrieb durch Neuropa Records war ursprünglich für den 1. August 2013 angekündigt. Aufgrund der Menge der Vorbestellungen verzögerte sich die Auslieferung der CD-Auflage um fast zwei Wochen, die der LP-Auflage aufgrund von Qualitätsmängeln bei der Pressung um drei Wochen. Die digitale Veröffentlichung über Ulvers Webshop und Bandcamp war zunächst für den 1. September 2013 angekündigt, erfolgte dann aber schon am 18. August, um einer illegalen Verbreitung von Dateien zuvorzukommen. Über Spotify, iTunes Store und andere Plattformen erschien das Album am 23. September, ebenso die CD- und LP-Auflagen von Kscope.

## Titelliste
1. As Syrians Pour In, Lebanon Grapples With Ghosts of a Bloody Past – 11:51
2. Shri Schneider – 5:35
3. Glamour Box (Ostinati) – 6:11
4. Son of Man – 8:24
5. Noche Oscura Del Alma – 5:25
6. Mother of Mercy – 7:23

## Stil
Mit seinen Anklängen an Klassische Musik, Ambient und experimentellen Rock weist das Album gewisse Ähnlichkeiten zu Shadows of the Sun auf. Die Atmosphäre ist ebenso düster, Messe I.X–VI.X ist jedoch insgesamt weniger minimalistisch arrangiert. Stellenweise ist auch der psychedelische Stil von Childhood’s End zu hören. Ulver zeigen sich nach eigenen Angaben von Henryk Mikołaj Górecki, Gustav Mahler, Gustav Holst, When, Nurse with Wound, Ash Ra Tempel, Kraftwerk, John Carpenter und Terry Riley beeinflusst. Die Stücke, die kaum typischen Songstrukturen folgen, steigern sich oft von ruhigen Klangflächen in bedrohlich wirkende, dichter arrangierte Passagen – vermischen beide Extreme oder changieren dazwischen hin und her. Ein Großteil des Albums ist instrumental gehalten.

## Rezeption
Morten Rydland Høyning von der Tromsøer Tageszeitung Nordlys zeigte sich von der anspruchsvollen Uraufführung beeindruckt.

«Det er hele var meget stemningfullt og majestetisk, det vakre avløses av det dramatiske, hele tiden med melankolien i bunnen.»

„Das alles war sehr stimmungsvoll und majestätisch, das Schöne wurde vom Dramatischen abgelöst, die ganze Zeit mit unterschwelliger Melancholie.“

maskofgojira vom Blog Don’t Count On It Reviews verfasste eine der ersten Rezensionen des Albums. Er war sich nicht sicher, ob sich Messe I.X–VI.X gegen frühere Werke wie Perdition City oder Shadows of the Sun behaupten wird, und ob es Fans von Nattens Madrigal gefallen wird. Er beurteilte die erneute Weiterentwicklung der Band jedoch als erfreulich und bezeichnete Messe als ein Album, das man nicht verpassen sollte. Auch die weiteren Reaktionen auf das Album waren positiv. Für Jochen Rindfrey von den Babyblauen Seiten öffnet sich damit ein „neues, faszinierendes Kapitel in der Geschichte von Ulver“, Captain Chaos von vampster findet es „so nachvollziehbar, so schön, so tief, so betörend, dass jeder mitkommt, der mitkommen will“. Das Musikmagazin Visions nahm Messe 2015 im Rahmen eines Prog-Specials in eine Liste bahnbrechender Avantgarde-Alben auf, denn das Album befördere „den Gedanken des Progressiven an seine experimentelle Außengrenze“.